# Inquisición en Guatemala
El tribunal de la Inquisición en Guatemala se refiere a los autos que realizó el Santo Tribunal de la Inquisición Guatemala.  La Inquisición se estableció en América a muy poco de haberse realizado la conquista, llegando el primer comisario a Guatemala en 1572, y terminó en 1813; los casos más importantes estuvieron relacionadas con los levantamientos independentistas de Belén y de El Salvador entre 1811 y 1813.

## Historia
La corona española se enfocó en la catequización de los indígenas; las congregaciones fundadas por los misioneros reales en el Nuevo Mundo fueron llamadas «doctrinas de indios» o simplemente «doctrinas». Originalmente, los frailes tenían únicamente una misión temporal: enseñarle la fe católica a los indígenas, para luego dar paso a parroquias seculares como las establecidas en España; con este fin, los frailes debían haber enseñado los evangelios y el idioma español a los nativos. Ya cuando los indígenas estuvieran catequizados y hablaran español, podrían empezar a vivir en parroquias y a contribuir con el diezmo, como hacían los peninsulares.
Los indígenas estaban exentos del juicio inquisitorial.  El Tribunal del Santo Oficio de México -establecido en 1571- extendió su jurisdicción a la Capitanía General de Guatemala, y también a las islas de Barlovento y Filipinas.
El primer comisario en Guatemala fue Diego de Carbajal, nombra el 18 de febrero de 1572.  La inquisición quedó solidamente establecida en Guatemala y contó con el apoyo de la autoridad local y de la voluntad cristiana de los colonos.
Originalmente, se dedicó a perseguir a los judíos portugueses, a los bígamos y a los frailes apóstatas.

### Casos específicos
Los documentos que se encuentran en la Biblioteca Nacional de Guatemala se refieren al siglo xviii, y todos aquellos anteriores a 1703 desaparecieron.  De acuerdo al historiador Ramón A. Salazar lo que permanecía en la biblioteca correspondía a ciento noventa y cinco causas, que se referían a: superstición, blasfemia, sacrilegio, pacto explícito, poligamia, judaísmo, delitos contra el estado —esta incluían causas contra los líderes independentistas de principios del siglo xix— y delitos de sacerdotes solicitantes en el confesionario —las que, de acuerdo a Salazar fueron las más numerosas y escandalosas—
Un ejemplo específico que cita Salazar fue el del subidiácono Manuel Antonio Azañudo, quien impartió misa en San Vicente, El Salvador, sin estar autorizado y se entregó él mismo.  Fue puesto en prisión por un año en la cárcel mayor del tribunal, que estaba en La Recolección, y la sentencia lo calificó de «Waldense», hereje, apóstata, perjuro, avaro, codicioso, ebrio escandaloso, embustero, falso y diminuto confidente y fue leída al acusado el 23 de septiembre de 1805 en el salón de actos de la Real y Pontificia Universidad de San Carlos Borromeo. El auto fue presidido por el comisario y el segundo comisario, junto a todos los familiares del Santo Oficio y veinticuatro individuos del clero secular. El reo fue extraído de las cárceles secretas en Belén y fue llevado en carruaje al tribunal, resguardado por el alguacil mayor doctor José Aycinena y dos notarios.  El reo iba vestido con un sambenito, y el acta fue testificada por el escribano y expurgador de la inquisición.
Otro caso fue el de Rafael Gil Rodríguez, quien fue expulsado de la Universidad por judaizante.

### Acciones contra movimientos independentistas
La Inquisición fue un enemigo implacable de la causa independentista de las colonias americanas.  Prohibió una gran cantidad de libros, al punto que casi todos le parecían sospechosos de contener doctrinas sediciosas y antipolíticas.  De las autoridades eclesiásticas que se valieron de la Santa Inquisición para combatir los movimientos independentistas estuvo el arzobispo Ramón Casaus Torres y Lasplazas., O.P. quien dirigió su ira no solamente contra los pensadores de la Ilustración, sino que contra los curas mexicanos Miguel Hidalgo y Costilla y José María Morelos.